# In Flames/Diskografie
Diese Diskografie ist eine Übersicht über die musikalischen Werke der schwedischen Metal-Band In Flames. Den Quellenangaben zufolge verkaufte sie bisher mehr als zwei Millionen Alben.

## Alben

### Studioalben
| Jahr | Titel Musiklabel                            | Höchstplatzierung, Gesamtwochen, AuszeichnungChartplatzierungen (Jahr, Titel, Musiklabel, Platzierungen, Wochen, Auszeichnungen, Anmerkungen) | Höchstplatzierung, Gesamtwochen, AuszeichnungChartplatzierungen (Jahr, Titel, Musiklabel, Platzierungen, Wochen, Auszeichnungen, Anmerkungen) | Höchstplatzierung, Gesamtwochen, AuszeichnungChartplatzierungen (Jahr, Titel, Musiklabel, Platzierungen, Wochen, Auszeichnungen, Anmerkungen) | Höchstplatzierung, Gesamtwochen, AuszeichnungChartplatzierungen (Jahr, Titel, Musiklabel, Platzierungen, Wochen, Auszeichnungen, Anmerkungen) | Höchstplatzierung, Gesamtwochen, AuszeichnungChartplatzierungen (Jahr, Titel, Musiklabel, Platzierungen, Wochen, Auszeichnungen, Anmerkungen) | Höchstplatzierung, Gesamtwochen, AuszeichnungChartplatzierungen (Jahr, Titel, Musiklabel, Platzierungen, Wochen, Auszeichnungen, Anmerkungen) | Anmerkungen |
| Jahr | Titel Musiklabel                            | DE | AT | CH | UK | US | SE | Anmerkungen |
| ---- | ------------------------------------------- | --- | --- | --- | --- | --- | --- | --- |
| 1994 | Lunar Strain Wrong Again Records            | — | — | — | — | — | — | Erstveröffentlichung: 1. April 1994 Wiederveröffentlichung: 26. November 2021 über Nuclear Blast inkl. der EP Subterranean |
| 1996 | The Jester Race Nuclear Blast               | — | — | — | — | — | — | Erstveröffentlichung: 20. Februar 1996 Wiederveröffentlichung: 26. November 2021 inkl. der EP Black-Ash Inheritance        |
| 1997 | Whoracle Nuclear Blast                      | DE78 (1 Wo.)DE | — | — | — | — | — | Erstveröffentlichung: 27. Oktober 1997 Wiederveröffentlichung: 26. November 2021                                           |
| 1999 | Colony Nuclear Blast                        | DE69 (1 Wo.)DE | — | — | — | — | SE34 (1 Wo.)SE | Erstveröffentlichung: 21. Mai 1999 Wiederveröffentlichung: 26. November 2021                                               |
| 2000 | Clayman Nuclear Blast                       | DE16 a (3 Wo.)DE | AT48 b (2 Wo.)AT | CH26 b (1 Wo.)CH | — | — | SE17 (3 Wo.)SE | Erstveröffentlichung: 3. Juli 2000 Wiederveröffentlichung: 26. November 2021                                               |
| 2002 | Reroute to Remain Nuclear Blast             | DE23 (4 Wo.)DE | AT67 (5 Wo.)AT | — | — | — | SE5 (8 Wo.)SE | Erstveröffentlichung: 3. September 2002 Wiederveröffentlichung: 26. November 2021                                          |
| 2004 | Soundtrack to Your Escape Nuclear Blast     | DE28 (3 Wo.)DE | AT25 (5 Wo.)AT | — | — | US145 (2 Wo.)US | SE3 (8 Wo.)SE | Erstveröffentlichung: 29. März 2004 Wiederveröffentlichung: 26. November 2021                                              |
| 2006 | Come Clarity Nuclear Blast                  | DE6 (7 Wo.)DE | AT16 (6 Wo.)AT | CH30 (4 Wo.)CH | UK67 (1 Wo.)UK | US58 (4 Wo.)US | SE1 (13 Wo.)SE | Erstveröffentlichung: 3. Februar 2006 Wiederveröffentlichung: 26. November 2021                                            |
| 2008 | A Sense of Purpose Nuclear Blast            | DE6 (9 Wo.)DE | AT6 (15 Wo.)AT | CH29 (4 Wo.)CH | UK54 (1 Wo.)UK | US28 (4 Wo.)US | SE1 Gold · (24 Wo.)SE | Erstveröffentlichung: 1. April 2008 Verkäufe: + 20.000 Wiederveröffentlichung: 26. November 2021                           |
| 2011 | Sounds of a Playground Fading Century Media | DE1 (9 Wo.)DE | AT6 (8 Wo.)AT | CH12 (6 Wo.)CH | UK74 (1 Wo.)UK | US27 (4 Wo.)US | SE2 Gold · (22 Wo.)SE | Erstveröffentlichung: 15. Juni 2011 Verkäufe: + 20.000                                                                     |
| 2014 | Siren Charms Sony Music                     | DE7 (3 Wo.)DE | AT7 (5 Wo.)AT | CH9 (5 Wo.)CH | UK52 (1 Wo.)UK | US26 (2 Wo.)US | SE1 Gold · (11 Wo.)SE | Erstveröffentlichung: 5. September 2014 Verkäufe: + 20.000                                                                 |
| 2016 | Battles Nuclear Blast                       | DE7 (3 Wo.)DE | AT8 (3 Wo.)AT | CH13 (3 Wo.)CH | UK75 (1 Wo.)UK | US60 (1 Wo.)US | SE2 (6 Wo.)SE | Erstveröffentlichung: 11. November 2016                                                                                    |
| 2019 | I, the Mask Nuclear Blast                   | DE2 (8 Wo.)DE | AT1 (6 Wo.)AT | CH3 (8 Wo.)CH | UK66 (1 Wo.)UK | US121 (1 Wo.)US | SE1 (7 Wo.)SE | Erstveröffentlichung: 1. März 2019                                                                                         |
| 2023 | Foregone Nuclear Blast                      | DE1 (5 Wo.)DE | AT1 (5 Wo.)AT | CH1 (3 Wo.)CH | UK79 (1 Wo.)UK | US110 (1 Wo.)US | SE1 (4 Wo.)SE | Erstveröffentlichung: 10. Februar 2023                                                                                     |

### Livealben
| Jahr | Titel Musiklabel                                  | Höchstplatzierung, Gesamtwochen, AuszeichnungChartplatzierungen (Jahr, Titel, Musiklabel, Platzierungen, Wochen, Auszeichnungen, Anmerkungen) | Höchstplatzierung, Gesamtwochen, AuszeichnungChartplatzierungen (Jahr, Titel, Musiklabel, Platzierungen, Wochen, Auszeichnungen, Anmerkungen) | Höchstplatzierung, Gesamtwochen, AuszeichnungChartplatzierungen (Jahr, Titel, Musiklabel, Platzierungen, Wochen, Auszeichnungen, Anmerkungen) | Höchstplatzierung, Gesamtwochen, AuszeichnungChartplatzierungen (Jahr, Titel, Musiklabel, Platzierungen, Wochen, Auszeichnungen, Anmerkungen) | Höchstplatzierung, Gesamtwochen, AuszeichnungChartplatzierungen (Jahr, Titel, Musiklabel, Platzierungen, Wochen, Auszeichnungen, Anmerkungen) | Höchstplatzierung, Gesamtwochen, AuszeichnungChartplatzierungen (Jahr, Titel, Musiklabel, Platzierungen, Wochen, Auszeichnungen, Anmerkungen) | Anmerkungen                                                                                  |
| Jahr | Titel Musiklabel                                  | DE | AT | CH | UK | US | SE | Anmerkungen                                                                                  |
| ---- | ------------------------------------------------- | --- | --- | --- | --- | --- | --- | -------------------------------------------------------------------------------------------- |
| 2001 | The Tokyo Showdown Nuclear Blast                  | — | — | — | — | — | SE43 (2 Wo.)SE | Erstveröffentlichung: 6. August 2001 Wiederveröffentlichung: 26. November 2021               |
| 2005 | Used and Abused… In Live We Trust Nuclear Blast   | DE56 (1 Wo.)DE | — | — | — | — | SE1 (12 Wo.)SE | Erstveröffentlichung: 25. Juli 2005 SE: DVD-Charts Wiederveröffentlichung: 26. November 2021 |
| 2016 | Sounds from the Heart of Gothenburg Nuclear Blast | DE17 (2 Wo.)DE | AT34 (1 Wo.)AT | CH83 (1 Wo.)CH | — | — | SE1 (1 Wo.)SE | Erstveröffentlichung: 23. September 2016 SE: DVD-Charts; Album-Charts: #44                   |

### EPs
| Jahr | Titel Musiklabel                     | Anmerkungen                             |
| ---- | ------------------------------------ | --------------------------------------- |
| 1994 | Subterranean Wrong Again             | Erstveröffentlichung: 15. Juni 1995     |
| 1997 | Black-Ash Inheritance Nuclear Blast  | Erstveröffentlichung: 15. August 1997   |
| 2003 | Trigger Nuclear Blast                | Erstveröffentlichung: 10. Juni 2003     |
| 2017 | Down, Wicked & No Good Nuclear Blast | Erstveröffentlichung: 17. November 2017 |

## Singles
| Jahr | Titel Album                               | Höchstplatzierung, Gesamtwochen, AuszeichnungChartplatzierungen (Jahr, Titel, Album, Platzierungen, Wochen, Auszeichnungen, Anmerkungen) | Höchstplatzierung, Gesamtwochen, AuszeichnungChartplatzierungen (Jahr, Titel, Album, Platzierungen, Wochen, Auszeichnungen, Anmerkungen) | Höchstplatzierung, Gesamtwochen, AuszeichnungChartplatzierungen (Jahr, Titel, Album, Platzierungen, Wochen, Auszeichnungen, Anmerkungen) | Höchstplatzierung, Gesamtwochen, AuszeichnungChartplatzierungen (Jahr, Titel, Album, Platzierungen, Wochen, Auszeichnungen, Anmerkungen) | Höchstplatzierung, Gesamtwochen, AuszeichnungChartplatzierungen (Jahr, Titel, Album, Platzierungen, Wochen, Auszeichnungen, Anmerkungen) | Höchstplatzierung, Gesamtwochen, AuszeichnungChartplatzierungen (Jahr, Titel, Album, Platzierungen, Wochen, Auszeichnungen, Anmerkungen) | Anmerkungen                                               |
| Jahr | Titel Album                               | DE | AT | CH | UK | US | SE | Anmerkungen                                               |
| ---- | ----------------------------------------- | --- | --- | --- | --- | --- | --- | --------------------------------------------------------- |
| 2002 | Cloud Connected Reroute to Remain         | — | — | — | — | — | — | Erstveröffentlichung: 4. November 2002 auf Nuclear Blast  |
| 2004 | The Quiet Place Soundtrack to Your Escape | DE91 (1 Wo.)DE | — | — | — | — | SE2 (6 Wo.)SE | Erstveröffentlichung: 2004 auf Nuclear Blast              |
| 2006 | Take This Life Come Clarity               | — | — | — | — | — | — | Erstveröffentlichung: 2006 auf Nuclear Blast              |
| 2006 | Come Clarity                              | — | — | — | — | — | SE52 (1 Wo.)SE | Erstveröffentlichung: 13. Dezember 2006 auf Nuclear Blast |
| 2008 | The Mirror’s Truth A Sense of Purpose     | DE72 (3 Wo.)DE | AT51 (1 Wo.)AT | — | — | — | SE14 (2 Wo.)SE | Erstveröffentlichung: März 2008 auf Nuclear Blast         |
| 2011 | Deliver Us Sounds of a Playground Fading  | — | — | — | — | — | — | Erstveröffentlichung: März 2008 auf Century Media         |
| 2014 | Rusted Nail Siren Charms                  | — | — | — | — | — | — | Erstveröffentlichung: 2014 auf Sony Music                 |

## Sonstige Veröffentlichungen

### Promo-Singles
| Jahr | Titel Album                                              | Anmerkungen                                  |
| ---- | -------------------------------------------------------- | -------------------------------------------- |
| 2006 | Take This Life / Leeches Come Clarity                    | Erstveröffentlichung: 2006 auf Nuclear Blast |
| 2008 | Alias A Sense of Purpose                                 | Erstveröffentlichung: 2008 auf Nuclear Blast |
| 2009 | Delight and Angers A Sense of Purpose                    | Erstveröffentlichung: 2009 auf Nuclear Blast |
| 2011 | Where the Dead Ships Dwell Sounds of a Playground Fading | Erstveröffentlichung: 2011 auf Century Media |
| 2011 | Ropes Sounds of a Playground Fading                      | Erstveröffentlichung: 2011 auf Century Media |
| 2014 | Through Oblivion Siren Charms                            | Erstveröffentlichung: 2014 auf Sony Music    |
| 2015 | Paralyzed Siren Charms                                   | Erstveröffentlichung: 2015 auf Sony Music    |
| 2016 | The End / The Truth Battles                              | Erstveröffentlichung: 2016 auf Nuclear Blast |

### Zusammenarbeiten
| Jahr | Titel         | Zusammenarbeit mit |
| ---- | ------------- | ------------------ |
| 2010 | Self vs. Self | Pendulum           |

### Beiträge für Sampler
| Jahr | Titel                               | Album                                  |
| ---- | ----------------------------------- | -------------------------------------- |
| 1994 | Eye of the Beholder                 | Metal Militia – A Tribute to Metallica |
| 1995 | Dead Eternity (Demo) + Stand Ablaze | W.A.R. Compilation – Battle of Pride   |
| 1995 | Ever Dying                          | W.A.R. Compilation – Volume One        |
| 2005 | Land of Confusion                   | Cover It Up Vol. 1                     |
| 2005 | Everything Counts                   | Cover It Up Vol. 2                     |

## Musikvideos
- 1995: Artifacts of the Black Rain
- 1999: Ordinary Story
- 2000: Pinball Map
- 2000: Only for the Weak
- 2002: Cloud Connected
- 2003: Trigger
- 2003: System
- 2004: The Quiet Place
- 2004: Touch of Red
- 2005: Borders and Shading
- 2005: Like You Better Dead
- 2005: Evil in a Closet
- 2005: Episode 666
- 2005: Dial 595-Escape
- 2005: F(r)iend
- 2005: My Sweet Shadow
- 2006: Take this Life
- 2006: Come Clarity
- 2008: The Mirror’s Truth
- 2008: Alias
- 2009: Delight and Angers
- 2011: Deliver Us
- 2011: Where the Dead Ships Dwell
- 2012: Sounds of a Playground Fading
- 2014: Rusted Nail
- 2014: Through Oblivion
- 2015: Paralyzed
- 2016: The End
- 2016: The Truth
- 2018: I Am Above
- 2020: Stay with Me
- 2022: State of Slow Decay
- 2022: The Great Deceiver
- 2022: Foregone, Pt. 1
- 2022: Foregone, Pt. 2
- 2023: Meet Your Maker

## Statistik

### Chartauswertung
|                     | DE     | AT     | CH    | UK    | US    | SE     |
| ------------------- | ------ | ------ | ----- | ----- | ----- | ------ |
| Nummer-eins-Alben   | DE2DE  | AT2AT  | CH1CH | UK—UK | US—US | SE6SE  |
| Top-10-Alben        | DE7DE  | AT6AT  | CH3CH | UK—UK | US—US | SE11SE |
| Alben in den Charts | DE14DE | AT10AT | CH9CH | UK7UK | US8US | SE14SE |

|                       | DE    | AT    | CH    | UK    | US    | SE    |
| --------------------- | ----- | ----- | ----- | ----- | ----- | ----- |
| Nummer-eins-Singles   | DE—DE | AT—AT | CH—CH | UK—UK | US—US | SE—SE |
| Top-10-Singles        | DE—DE | AT—AT | CH—CH | UK—UK | US—US | SE1SE |
| Singles in den Charts | DE2DE | AT1AT | CH—CH | UK—UK | US—US | SE3SE |

### Auszeichnungen für Musikverkäufe
Anmerkung: Auszeichnungen in Ländern aus den Charttabellen bzw. Chartboxen sind in ebendiesen zu finden.
| Land/RegionAuszeichnungen für Musikverkäufe (Land/Region, Auszeichnungen, Verkäufe, Quellen) | Gold     | Platin | Verkäufe | Quellen              |
| -------------------------------------------------------------------------------------------- | -------- | ------ | -------- | -------------------- |
| Schweden (IFPI)                                                                              | 3× Gold3 | —      | 60.000   | sverigetopplistan.se |
| Insgesamt                                                                                    | 3× Gold3 | —      |          |                      |